# بلدة كالكاسكا (ميشيغان)
كالكاسكا (بالإنجليزية: Kalkaska Township, Michigan)‏ هي بلدة تقع بولاية ميشيغان في الولايات المتحدة. تبلغ مساحتها 184.3 (كم²)، وترتفع عن سطح البحر 314 م، بلغ عدد سكانها 4830 نسمة في عام تعداد الولايات المتحدة 2000 حسب إحصاء مكتب تعداد الولايات المتحدة وتصل الكثافة السكانية فيها 26.5 نسمة/كم2.

## وصلات خارجية
- The US50 - Cities and Towns in Michigan State
- Michigan Cities and Towns, Facts, Map, Flag, Colleges, Government, and More